# Usigni
Usigni è una frazione del comune di Poggiodomo, in provincia di Perugia.
Si tratta di un piccolo paese montano (1.001 m s.l.m.) della Valnerina, celebre soprattutto per avere dato i natali al cardinale Fausto Poli (1581-1652), molto influente alla corte di Urbano VIII. Esso si trova su uno sperone di roccia assai impervio che dà sulla sottostante valle del torrente Tissino, le cui sorgenti si trovano a poche centinaia di metri.
Secondo i dati del censimento Istat del 2001, il paese era popolato da 13 abitanti, mentre al 2016 risultava un solo abitante.
Scarsamente popolato nei mesi invernali, durante l'estate il borgo si ripopola grazie al ritorno di molti emigranti.

## Storia
Il territorio di Poggiodomo e le località circostanti sono caratterizzati dalla presenza di castellieri di epoca protostorica, i cui abitanti caddero poi sotto l'influenza romana già a partire dal IV secolo a.C.: in località Forchetta di Usigni sono stati ritrovati reperti storici risalenti a quest'epoca.
Il toponimo appare per la prima volta in un documento del 1233, nel quale il paese, assieme a Poggiodomo, risulta legato a Spoleto: il nome deriva dal termine usina, utilizzato per denotare un generico opificio.
Le costruzioni si addensano nella parte centrale del paese con edifici a due o tre piani, perlopiù di origine seicentesca e voluti dal cardinale Fausto Poli, culminanti nella chiesa di San Salvatore. Originariamente fortificato, ora delle mura non restano tracce.
Il cardinale Poli era segretario particolare del Papa, cosa che lo portò a conoscere un gran numero di artisti coevi; anche grazie alla sua influenza, i piccoli paesi del territorio natale non furono mai abbandonati del tutto. In particolare, egli si prodigò per la diffusione del culto di santa Rita da Cascia.
In seguito alla restaurazione pontificia del 1816, Usigni venne aggregato agli altri paesi dell'attuale territorio di Poggiodomo per formare una comunità indipendente.

## Monumenti e luoghi d'interesse
- Chiesa di San Salvatore, voluta nel 1640 dal cardinal Fausto Poli ed adornata con paliotti, reliquiari ed altri oggetti d'arte sacra assai pregiati; L'interno fu decorato da Guido Ubaldo Abbatini e da Salvi Castellucci, probabilmente con la supervisione della costruzione sia attribuibile al Bernini. L'Abbatini eseguì la pala ad affresco per l'altare maggiore con la Trasfigurazione, derivata dalla Trasfigurazione di Raffaello attualmente nella Pinacoteca Vaticana[2]. Gli altri altari hanno altrettanti affreschi realizzati da Salvi Castellucci.
- Palazzo Poli (XVII secolo);
- Pozzo con lo stemma del cardinale Poli;
- Sorgenti del Tissino.